# ヘテロドントサウルス
ヘテロドントサウルス（学名 Heterodontosaurus　"異なる歯のトカゲ"の意味）は顕著な犬歯をもつ小型の草食恐竜の属であり、ジュラ紀前期の南アフリカに生息していた。犬歯を除いては形はヒプシロフォドン科に似ていた。
ヘテロドントサウルスは南アフリカ由来のSAFM(South African Museum)標本により知られている。この属は2形態が知られており、2つ目は別の種を表すものだろうと考えられている。タイプ種であるH. tuckiは1億9900万年前-1億9600万年前のヘッタンジアン期上部エリオット累層から知られている。

## 特徴

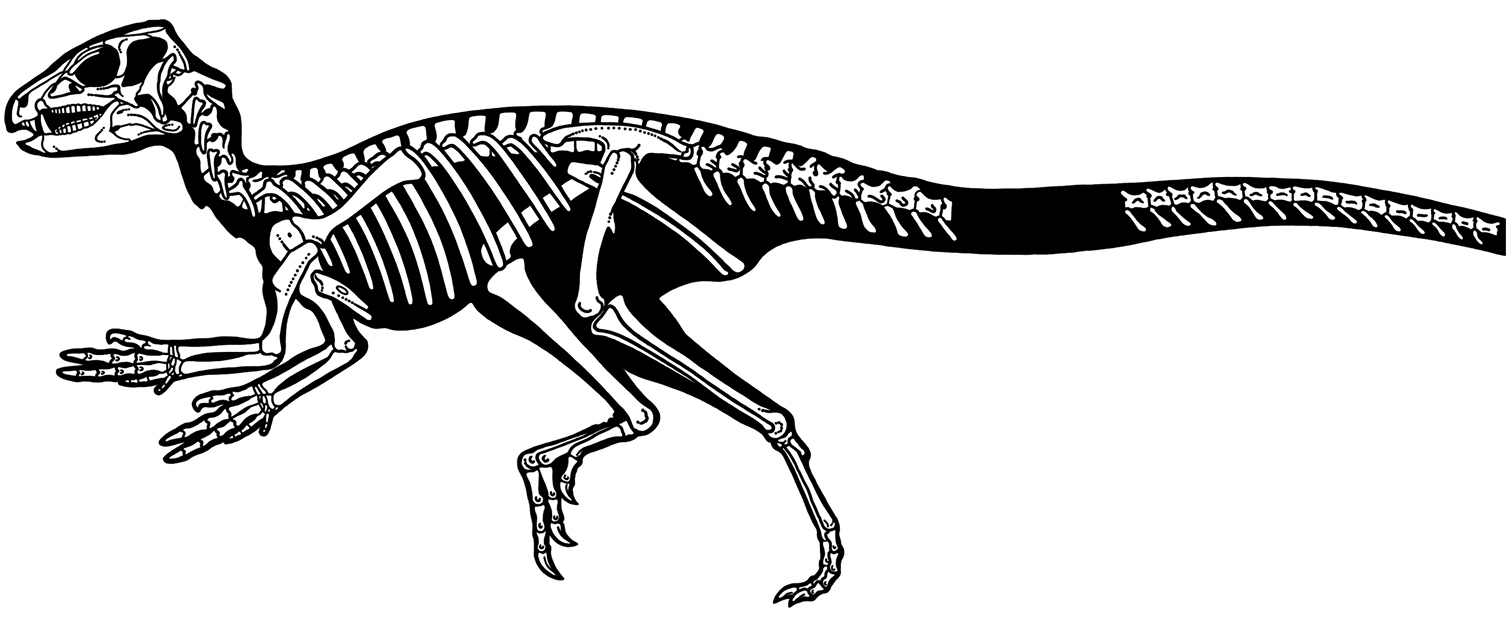
復元骨格

ヘテロドントサウルスは小型軽量で、体長は最大で90cmほどの大きさの鳥盤類であり、より派生的な鳥盤類に見られるものより狭い骨盤と恥骨をしていた。
さらに珍しいことにヘテロドントサウルスは前足に5本指を持ち、うち2本が明らかに対向していた。この配置から、食べ物を握って操作することが可能であった。
足と足首の骨は鳥のような様式で癒合していた。
いくつかの特徴から、彼らが過酷な季節に夏眠や冬眠を行っていた可能性が指摘されていた時期もある。

## 歯列
さらに興味深い特徴は歯の特殊化であり、この動物の名前の由来にもなっている。
たいていの恐竜（実際にはたいていの爬虫類）は顎に並ぶすべての歯が同じ型であるのに対し、ヘテロドントサウルスは3種類の歯を持っている。顎の先端にはくちばしに沿って葉や茎を切り取るような小さな歯が生えている。 
続く顎の部分には大きな一対の牙があり、この役割は不明であるが、性的ディスプレイに使用したか（牙はメスやテリトリーをめぐってオス同士で戦う際の武器であることがある）、もしくは古代の蟻塚を破壊するのに使用したのではないかと推測される。
最後のタイプの歯は高く四角い。このタイプの歯は咀嚼に適している。咀嚼中は肉質の頬が食べ物を口の中に保つのを助けた。 
咀嚼は恐竜では一般的であるが、他の爬虫類のグループでは一般的でない。
この奇妙な歯はヘテロドントサウルスの食性について議論を引き起こした。ヘテロドントサウルスは雑食性であり、植物と小動物を両方食べるために形の違う歯を使っていたと考えている科学者もいる。

## 参照
1. 1 2 3 4  "Heterodontosaurus." In: Dodson, Peter & Britt, Brooks & Carpenter, Kenneth & Forster, Catherine A. & Gillette, David D. & Norell, Mark A. & Olshevsky, George & Parrish, J. Michael & Weishampel, David B. The Age of Dinosaurs. Publications International, LTD. p. 37. ISBN 0-7853-0443-6.
2. ↑  A new heterodontosaurid dinosaur (Reptilia: Ornithischia) from the Upper Triassic Red Beds of LesothoLesotho
(RICHARD A. THULBORN,1974)
3. ↑  これは基本的にはほ乳類の歯に見られる特徴である。
4. ↑  Tiny Juvenile Dinosaur Fossil Sheds Light on Evolution of Plant Eaters Newswise, Retrieved on October 23, 2008.

- Dinosaurs and other prehistoric creatures. edited by Ingrid Cranfield, 2000. Salamander Books, pg 132-135.